# PGC 8943
LEDA/PGC 8943, auch ESO 415-20 genannt, ist eine linsenförmige Galaxie vom Hubble-Typ SAB(s)0 im Sternbild Fornax am Südsternhimmel. Sie ist schätzungsweise 424 Millionen Lichtjahre von der Milchstraße entfernt und hat einen Durchmesser von etwa 250.000 Lichtjahren. Gemeinsam mit PGC 8936 bildet sie ein gebundenes Galaxienpaar.
Im selben Himmelsareal befinden sich u. a. die Galaxien PGC 95305, PGC 132981, PGC 199006, PGC 698337.